# Вахмистр
Ва́хмистр (также вахтмистр, вахтмайстер, нем. Wachtmeister, буквально «начальник вахты (караула)») — воинское звание и должность унтер-офицерского состава кавалерии и артиллерии в армиях некоторых европейских государств, а также в Русской армии (кавалерия, казачьи войска) и в Отдельных корпусах пограничной стражи и жандармов ВС России, до 1917 года; чин в армии Русского царства.
Это звание также является специальным званием полиции в немецких государствах и примерно соответствовало в разные периоды армейскому унтер-вахмистру или унтер-офицеру (в некоторых землях ФРГ в настоящее время — низшее полицейское звание, присваиваемое после окончания курса первоначальной подготовки, в народной полиции ГДР существовала штатная категория вахтмистров, в которой собственно вахтмистр был примерно равен армейскому унтер-фельдфебелю).

## История
В армиях немецких государств XVII—XVIII веков звание вахмистр было высшим унтер-офицерским званием; название (буквально «начальник караула») возникло от того, что в обязанности вахмистра в эскадроне входила в том числе организация гарнизонной и караульной службы.

### В русской армии
В России чин вахмистра присутствовал в штатах 1711 года, утверждённых Петром Великим. В Табели о рангах, учреждённой Петром I в 1722 году, этот чин не присутствовал, поскольку был унтер-офицерским (а в Табели перечислялись только офицерские чины).
Обязанностью вахмистра было помогать командиру эскадрона в проведении строевой подготовки и организации хозяйства и внутреннего порядка; в пехоте вахмистру соответствовал фельдфебель, в артиллерии — бомбардир. До 1826 года это звание было высшим для унтер-офицеров.

### В нацистской Германии
В нацистской Германии (вермахте) 1935—1945 годов вахтмайстерами именовались фельдфебели в кавалерии и артиллерии. Унтер-фельдфебели в этих родах войск соответственно именовались унтер-вахтмайстерами, обер-фельдфебели — обер-вахтмайстерами, а штабс-фельдфебели — штабс-вахтмайстерами.

## Современные государства
В ВС Австрии и Швейцарии существует серия званий, включающих элемент «вахмистр», которые аналогичны званиям, включающим элемент «фельдфебель», в вооружённых силах Германии.
В полиции и пограничной службе Германии серия званий с элементом «вахмистр» также аналогична по положению армейским фельдфебельским.